# Encarsia macroptera
Encarsia macroptera är en stekelart som beskrevs av Gennaro Viggiani 1985. Encarsia macroptera ingår i släktet Encarsia och familjen växtlussteklar. Inga underarter finns listade i Catalogue of Life.